# Antje Göhler
Antje Göhler (geborene Antje Riedel, * 18. Oktober 1967 in Berlin) ist eine deutsche Autorin und Schachspielerin. Von der FIDE erhielt sie 1988 den Titel Internationaler Meister der Frauen (WIM). Sie ist promovierte Germanistin.

## Leben
Antje Göhler wurde von Peter Höhne trainiert. Sie war Schülerin der EOS Heinrich Schliemann, als sie 1985 erstmals an einer DDR-Meisterschaft der Frauen teilnahm und auf Anhieb Vierte wurde. Im gleichen Jahr erfüllte sie die Norm einer FIDE-Meisterin und leitete mit Erfolg eine Trainingsgruppe von acht- bis zehnjährigen Jungen und Mädchen. 1988 gewann sie die 37. DDR-Schachmeisterschaft der Frauen.
Nach dem 1992 in Leipzig abgeschlossenen Studium der Germanistik lebte sie mit ihrer Familie in Berlin, Bonn, Warschau, Rom und Taschkent. Ihre Forschungen zum literarischen Expressionismus und seiner Antikerezeption schloss sie 2011 mit einer Promotion an der Fernuniversität in Hagen ab. 2014 veröffentlichte sie ihren Debütroman Balcke oder Der hypermoderne Prometheus. 2023 veröffentlichte Antje Göhler Salziger Wein, einen Roman über die »erste Liebe« in Anlehnung an Theodor Storms Immensee, der im Ost-Berlin der 1970er und 1980er Jahre spielt.

## Schach

### Einzelmeisterschaften
Als Antje Riedel spielte sie bei den DDR-Schachmeisterschaften der Frauen in den Jahren 1985 in Jüterbog (Marion Heintze gewann), 1986 in Nordhausen (Carola Manger gewann), 1987 in Glauchau (Dritte hinter Iris Bröder und Marion Heintze), 1988 in Stralsund (Erste vor Marion Heintze, Annett Wagner-Michel, Iris Bröder und Gundula Nehse) und 1989 in Zittau (Kerstin Kunze gewann).
1985 und 1987 gewann sie die DDR-Blitzmeisterschaft der Frauen.
Im Frauengroßmeisterturnier 1988 in Sotschi holte sie 6 Punkte aus 13 Partien, hinter fünf Frauengroßmeisterinnen: Irina Levitina 10, Tatiana Stepovaia 9, Tatiana Shumiakina und Tatiana Rubzova je 8 sowie Valentina Kozlovskaya 7,5 Punkte.

### Mannschaftsmeisterschaften
Sie gewann fünfmal die DDR-Blitzmannschaftsmeisterschaft der Frauen: 1983, 1984, 1985, 1989 und 1990 jeweils mit der Mannschaft der BSG AdW Berlin.
In der Deutschen Schachbundesliga der Frauen holte sie in der Saison 1991/92 für die Mannschaft des SSV Rotation Berlin 7,5 Punkte aus 11 Partien. Sie spielte dann 1992/93 bis 1996/97, 1998/99 und 1999/00 sowie 2001/02 bis 2003/04 für den SSV Rotation Berlin. 2004/05, 2006/07, 2008/09 und 2011/12 trat sie für die Mannschaft des Vereins Rotation Pankow an. In den Jahren dazwischen spielte sie in der zweiten Frauenbundesliga.

## Veröffentlichungen
- Antje Göhler: Antikerezeption im literarischen Expressionismus, Frank & Timme, Berlin, 2012. ISBN  978-3865963772
- Antje Göhler: Balcke oder Der hypermoderne Prometheus. Roman. Elektrischer Verlag, Berlin 2014. ISBN 978-3-943889-62-8
- Antje Göhler: Salziger Wein. heptagon Verlag, Berlin 2023, ISBN 978-3-96024-100-3